# Spirama jinchuena
Spirama jinchuena är en fjärilsart som beskrevs av Butler 1883. Spirama jinchuena ingår i släktet Spirama och familjen nattflyn. Inga underarter finns listade i Catalogue of Life.